# Cuscuta pauciflora
Cuscuta pauciflora är en vindeväxtart som beskrevs av Rodolfo Amando Philippi. Cuscuta pauciflora ingår i släktet snärjor, och familjen vindeväxter. Inga underarter finns listade i Catalogue of Life.